# سیاهکان
سیاهکان، روستایی در دهستان فنوج بخش مرکزی شهرستان فنوج در استان سیستان و بلوچستان ایران است.

## موقعیت جغرافیایی
این روستا در فاصله ۲۷ کیلومتری غرب مرکز شهرستان فنوج و ۱۹ کیلومتری شرق محترم‌آباد بر روی جاده شهر فنوج به محترم‌آباد قرار دارد.

## جمعیت
بر پایه سرشماری عمومی نفوس و مسکن در سال ۱۳۹۵، جمعیت این روستا برابر با ۳۸۲ نفر (۹۴ خانوار) بوده‌است.